# Cappielow Park
Der Cappielow Park (durch einen Sponsoringvertrag offiziell Cappielow Park supported by Dalrada Technology UK) ist ein Fußballstadion in der schottischen Stadt Greenock in der westlich von Glasgow gelegenen Council Area Inverclyde. 

## Geschichte
Der 1874 gegründete Fußballverein Greenock Morton trägt hier seine Heimspiele aus. Heute verfügt die Spielstätte über 11.100 Plätze, wovon 5.741 Sitzplätze sind. Die größte Zuschauerzahl kam am 29. April 1922 zu dem Ligaspiel gegen Celtic Glasgow mit 23.500 Besuchern zusammen. Ein Länderspiel der schottischen Fußballnationalmannschaft wurde im Cappielow Park ausgetragen. Am 15. März 1902 traf man in der British Home Championship auf Wales und die Partie endete vor 10.000 Zuschauern mit einem 5:1-Sieg der Gastgeber.
Das Stadion grenzt an das Gewerbegebiet Cappielow Industrial Estate in der Nähe des Flusses Clyde und wurde 1879 erbaut. Heute besteht der Bau aus vier Tribünen. Der Grand Stand, der komplett mit Sitzplätzen ausgestattet ist und auf dem sich die Gästeplätze in der Ecke zur Hintertortribüne im Westen befinden, ist die Haupttribüne. Bei größerem Bedarf werden auch Plätze auf dem Wee Dublin Stand bereitgestellt. Mit einem Giebeldach überdacht; ist die Flutlichtanlage mit drei Gerüsten direkt auf dem Stadiondach montiert.
Der Cowshed ist ebenfalls mit einem Giebeldach zu einem großen Teil gedeckt. Das Flutlicht der Gegentribüne war zunächst auch auf dem Dach befindlich und wurde später durch zwei Lichtmasten in den Ecken ersetzt. Früher war der Cowshed eine reine Stehplatztribüne; heute ist der vordere Bereich am Spielfeld mit Sitzplätzen ausgestattet. Die Sinclair Street Terrace ist ein kleiner Stehplatzrang unter freiem Himmel. Direkt hinter dem Rang verläuft die Sinclair Street, die ihr den Namen gibt. Der Wee Dublin Stand war früher eine Stehplatztribüne; sie wurde mit gemauerten Steinreihen und Holzauflagen zu Sitzplätzen ohne Rücklehnen umgerüstet.
Im August 2022 gab der Club eine Partnerschaft mit der Dalrada Technology UK bekannt. Durch einen Sponsoringvertrag trägt das Stadion von Greenock Morton die Bezeichnung Cappielow Park supported by Dalrada Technology UK.

## Zuschauerschnitt
- 2016/17: 2362 (Championship League)[1]
- 2017/18: 1986 (Championship League)
- 2018/19: 1943 (Championship League)

## Tribünen
- Grand Stand – Haupttribüne, Süd, Sitzplätze, Gästebereich, überdacht
- The Cowshed – Gegentribüne, Nord, Sitz- und Stehplätze, überdacht
- Sinclair Street Terrace – Hintertortribüne, Ost, Stehplätze, unüberdacht
- Wee Dublin Stand – Hintertortribüne, West, Sitzplätze, unüberdacht